# Festival Medieval de Hita

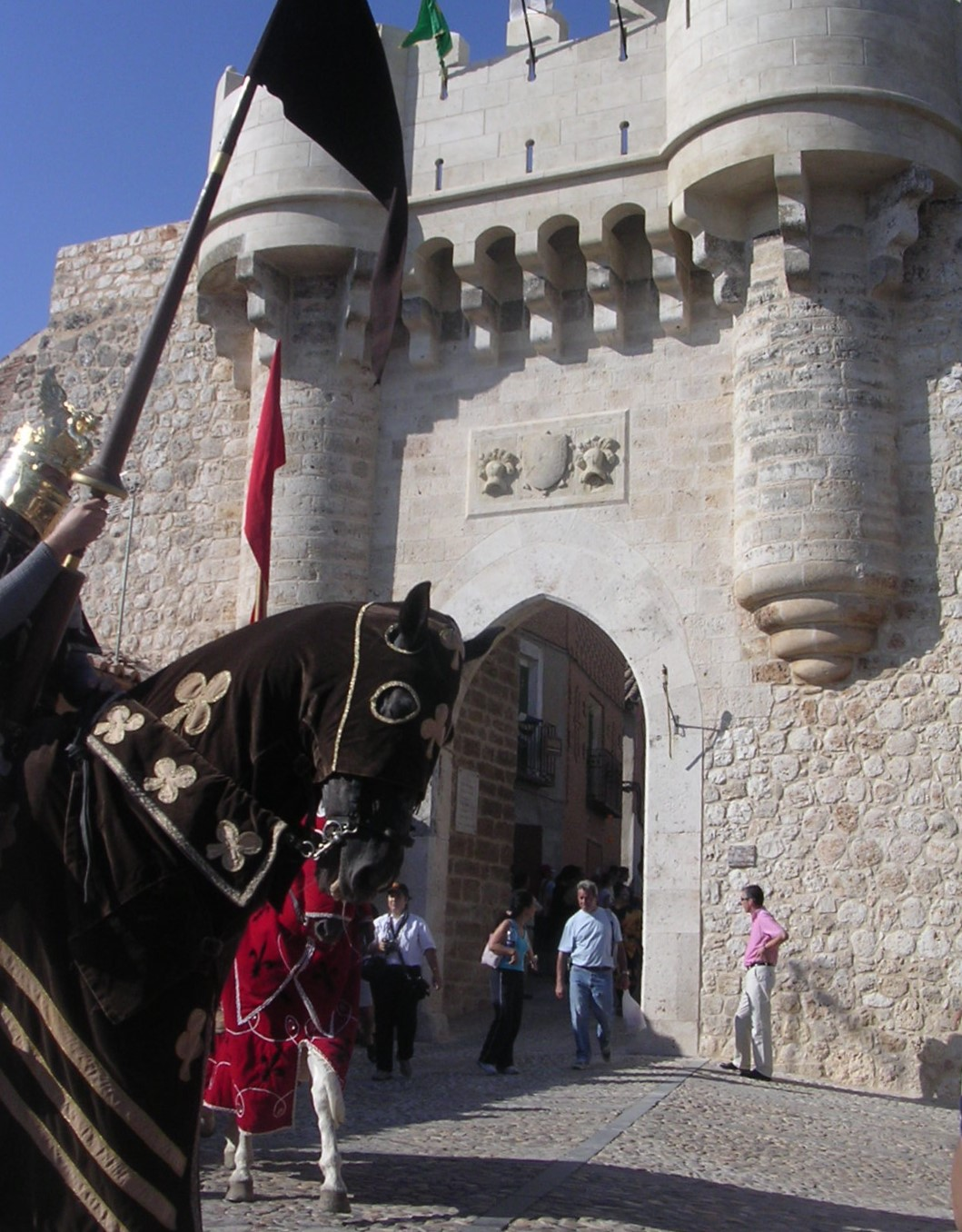
Caballero en el alarde del Festival Medieval de Hita

El Festival Medieval de Hita es una fiesta de interés turístico nacional que se celebra el primer sábado de julio en la localidad española de Hita, en la provincia de Guadalajara. Toda la escenificación gira en torno al Libro de buen amor del arcipreste de Hita y a la Edad Media.

## Descripción
El primer festival se celebró en el año 1961, impulsado y organizado por Manuel Criado de Val. Se escenificó Doña Endrina, versión escénica del Libro de buen amor del arcipreste de Hita.
El acto principal del festival consiste en una representación teatral que tiene lugar al anochecer en la plaza del Arcipreste. Las escenificaciones son adaptadas de grandes obras clásicas medievales por Manuel Criado de Val y los intérpretes de las obras varían cada año pudiendo actuar compañías de gran renombre o amateurs.

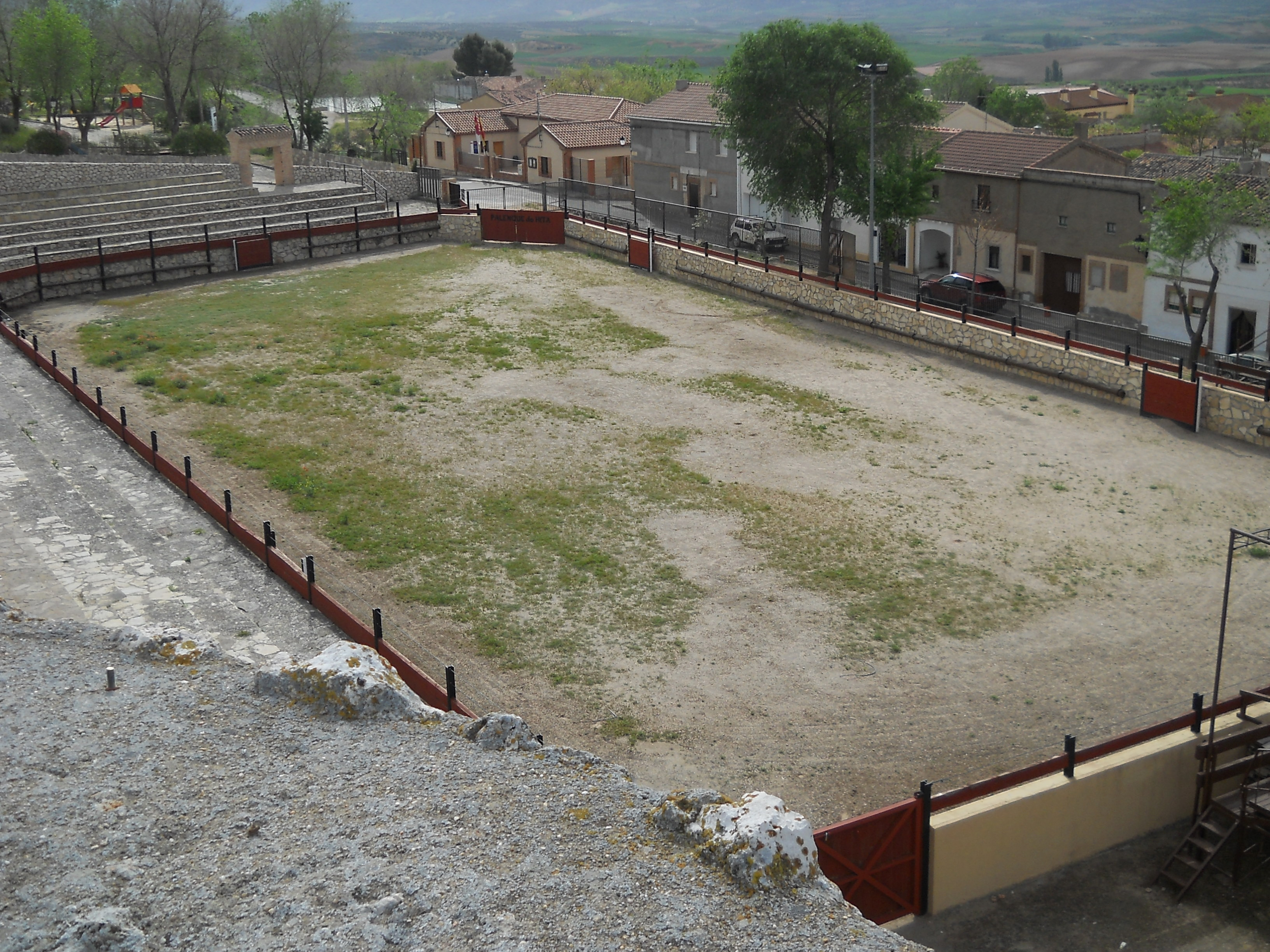
En el palenque se celebran buena parte de los actos del festival, como el torneo.

Otro acto destacado es el torneo medieval que se celebra en el palenque, donde los caballeros compiten mostrando sus habilidades en los ejercicios de bohordos, cañas, sortijas y estafermo. También se organizan desfiles, demostraciones de cetrería o la batalla entre don Carnal y doña Cuaresma del Libro de buen amor del arcipreste de Hita.
Cabe señalar la ambientación medieval de Hita, en la que los vecinos de la localidad van ataviados con vestimentas medievales, y en los balcones de las casas y en las murallas se cuelgan pendones. También se escenifica un mercado medieval y hay demostraciones artesanales y de cetrería,
La música, la cena y las meriendas populares completan una jornada cultural y festiva en la que se dan cita juglares, bufones, caballeros, hechiceras, romances y malabarismos.
El 22 de junio de 2021 el festival fue declarado bien de interés cultural, con la categoría de bien inmaterial, mediante un acuerdo publicado en el Diario Oficial de Castilla-La Mancha el día 30 del mismo mes.

## Historia
En 1961 Manuel Criado de Val estrena en Madrid una versión del Libro de Buen Amor titulada “Doña Endrina” en el teatro María Guerrero. Ante el éxito de la representación decide crear el festival para representar la obra en Hita. El 17 de junio se celebraría de esta manera el I Festival de Teatro medieval.

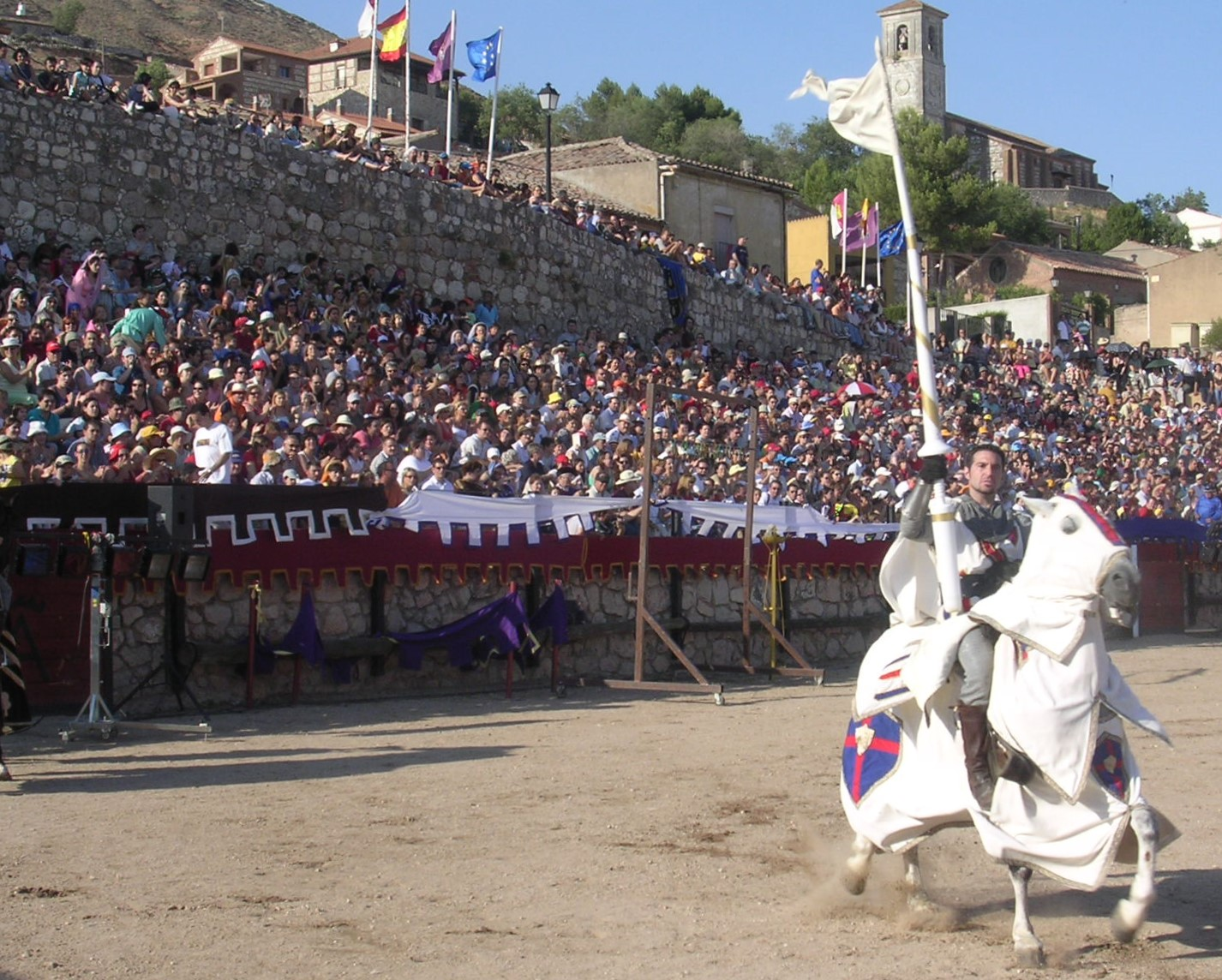
Caballero en el Palenque

Ante el éxito de esta edición Manuel Criado de Val en los posteriores años se amplia el número de días con desigual resultado. El hecho de que Hita carezca de servicios turísticos hace que se tengan que organizar para el evento como las comidas. A su vez se incorporan otros espectáculos adicionales al teatro, desde corridas de toros o torneos a cetrería o tiro con arco. Desde los primeros años también están presentes muestras del folklore provincial con las botargas como referente.
La organización en un pueblo pequeño como Hita y prácticamente en ruinas es complicada y por ello Manuel Criado de Val explora otras alternativas como Chinchón. Los años 1965, 1968 y 1970 no se celebra el festival. Por otra parte, se empieza a contar para la organización con otras entidades como la Casa de Guadalajara en Madrid. Con el fin de instrumentalizar la organización en un ente que no fuera una sola persona, Manuel Criado de Val promueve la creación del Patronato Arcipreste de Hita en 1973 del que fue su secretario y única figura ejecutiva hasta su fallecimiento en 2015. Durante los años 70, pese a contar con patrocinios públicos, el festival es principalmente un evento privado que sirve en varias ocasiones como evento de apertura o clausura de los diferentes congresos que organiza el Patronato Arcipreste de Hita. En 1973 se suspendió en el último momento por desavenencias entre patrocinadores y organizadores. En 1977 fue un evento completamente privado en el que nadie ajeno a la organización podía acceder a pueblo organizado para Papelera Española.
En los años 80 la organización es asumida por la diputación de Guadalajara que pasa en los años 90 al Ayuntamiento de Hita cuando los vecinos se empiezan a implicar directamente.
| Año  | Fecha de celebración          | Obra de teatro representada                                                       |
| ---- | ----------------------------- | --------------------------------------------------------------------------------- |
| 1961 | 17 de junio                   | Doña Endrina                                                                      |
| 1962 | del 23 de junio al 1 de julio | La danza de D. Carnal, el caballero y la muerte - Doña Endrina - Melibea          |
| 1963 | 11, 12, 13 y 15 de junio      | La danza de D. Carnal, el caballero y la muerte - Polandria                       |
| 1964 | del 26 al 29 de junio         | Aquelarre para un viejo enamorado, danza                                          |
| 1966 | 18 de junio                   | Fausto                                                                            |
| 1967 | 16 y 17 de junio              | «Juglares y Danzaderas» del Buen Amor                                             |
| 1969 | 28 y 29 de junio              | El Corbacho                                                                       |
| 1971 | 3 de julio                    | La lozana Aldonza                                                                 |
| 1972 | 24 de junio                   | Doña Endrina                                                                      |
| 1974 | 22 de junio                   | ¿Os acordais de Celestina,… la vieja alcahueta?                                   |
| 1975 | 5 de julio                    |                                                                                   |
| 1976 | 26 de junio                   | Gargantua y Pantagruel                                                            |
| 1977 | 9 de julio                    | Doña Endrina                                                                      |
| 1978 | 8 de julio                    | Don Quijote no es Caballero                                                       |
| 1979 | 30 de junio                   | La canción de Roldan                                                              |
| 1980 | 5 de julio                    | Dorotea Fénix                                                                     |
| 1981 | 6 de junio                    | Danza de Don Carnal El Caballero de la Muerte y Aquelarre para un viejo enamorado |
| 1982 | 9 de julio                    | El Buen Amor del Arcipreste                                                       |
| 1983 | 9 de julio                    | Doña Endrina, El Libro del Buen Amor del Arcipreste                               |
| 1984 | 7 de julio                    | Testigo es el Juglar                                                              |
| 1985 | 6 de julio                    | La canción de Roldan                                                              |
| 1986 | 5 de julio                    | La Divina Comedia                                                                 |
| 1987 | 26 de septiembre              | Retablo de los Caballeros                                                         |
| 1988 | 16 de julio                   | I Palio de Hita, Infierno                                                         |
| 1989 | 15 de julio                   | Los siete infantes de Lara                                                        |
| 1990 | 4 de agosto                   | Fausto 2000                                                                       |
| 1992 | 18 de julio                   | El Buen amor del Arcipreste                                                       |
| 1993 | 3 de julio                    | La Condesa Traidora                                                               |
| 1994 | 9 de julio                    | Vida Azarosa del Guitón Honofre Caballero                                         |
| 1995 | 15 de julio                   | La Conversa Doña Bellida                                                          |
| 1996 | 6 de julio                    | El Laberinto Amoroso                                                              |
| 1997 | 12 de julio                   | Segismundo                                                                        |
| 1998 | 11 de julio                   | Don Quijote no es Caballero                                                       |
| 1999 | 10 de julio                   | Mio Cid Campeador                                                                 |
| 2000 | 1 de julio                    | Doña Endrina                                                                      |
| 2001 | 7 de julio                    | Jaque al Rey                                                                      |
| 2002 | 6 de julio                    | Danzas del Amor Impervio                                                          |
| 2003 | 5 de julio                    | Poandria                                                                          |
| 2004 | 3 de julio                    | La Conversa Doña Bellida. Hita 1492                                               |
| 2005 | 2 de julio                    | La Venta del Milagro                                                              |
| 2006 | 1 de julio                    | La Divina Comedia                                                                 |
| 2007 | 7 de julio                    | Vida y Misterio de Jan Roderici                                                   |
| 2008 | 5 de julio                    | Gargantua y Pantagruel                                                            |
| 2009 | 4 de julio                    | Mio Cid Campeador                                                                 |
| 2010 | 2, 3 y 4 de julio             | Doña Endrina                                                                      |
| 2011 | 2 y 3 julio                   | Polandria                                                                         |
| 2012 | 7 de julio                    | Jaque al Rey                                                                      |
| 2013 | 6 de julio                    | La Canción de Roldán                                                              |
| 2014 | 5 de julio                    | La Conversa de Hita                                                               |
| 2015 | 4 de julio                    | Las Truhanerías de Pathelin                                                       |
| 2016 | 2 de julio                    | El Amor es un Potro Desbocado                                                     |
| 2017 | 30 de junio, 1 y 2 de julio   | Doña Endrina                                                                      |
| 2018 | 7 de julio                    | Anillos para una Dama                                                             |
| 2019 | 6 y 7 de julio                | Corona de amor y muerte                                                           |
| 2022 | 2 y 3 de julio                | El Libro del Buen Amor                                                            |
| 2023 | 30 de junio, 1 y 2 de julio   | Leonor de Aquitania                                                               |